# Lista monumentelor istorice din județul Prahova - C

Simbol utilizat pentru monumentele istorice

Lista monumentelor istorice din județul Prahova - C cuprinde monumentele istorice înscrise în Patrimoniul cultural național al României și aflate în localități din județul Prahova al căror nume începe cu litera C.
Lista completă este menținută și actualizată periodic de către Ministerul Culturii, Cultelor și Patrimoniului Național din România, prin intermediul Institutului Național al Patrimoniului, ultima versiune datând din 2015. Această listă cuprinde și actualizările ulterioare, realizate prin ordin al ministrului culturii.
Puteți căuta un monument din județul Prahova folosind formularul de mai jos sau puteți naviga prin toate monumentele din județ la lista monumentelor istorice din județul Prahova.
| Cod LMI                               | Denumire                                                                                                   | Localitate                            | Localizare                                                                                       | Datare, Creatori                                                                              | Imagine               | Erori             |
| ------------------------------------- | --- | ------------------------------------- | ------------------------------------------------------------------------------------------------ | --------------------------------------------------------------------------------------------- | --------------------- | ----------------- |
| PH-I-s-B-16160 (RAN: 132468.01)       | Așezare | sat Călugăreni; comuna Călugăreni     | „Pe izvor”, spre Afina Galeș, la Puțu Popii, pe pârâului Pucioasa 45.07003°N 26.35896°E          | Latène                                                                                        | Încarcă foto \| video | Raportează eroare |
| PH-I-s-B-16161 (RAN: 132510.01)       | Situl arheologic de la Ceptura de Jos, punct „Sub arie”                                                    | sat Ceptura de Jos; comuna Ceptura    | „Sub arie”                                                                                       |                                                                                               | Încarcă foto \| video | Raportează eroare |
| PH-I-m-B-16161.01 (RAN: 132510.01.02) | Așezare | sat Ceptura de Jos; comuna Ceptura    | „Sub arie” 45.00907°N 26.34368°E                                                                 | Latène                                                                                        | Încarcă foto \| video | Raportează eroare |
| PH-I-m-B-16161.02 (RAN: 132510.01.01) | Așezare | sat Ceptura de Jos; comuna Ceptura    | „Sub arie” 45.00907°N 26.34368°E                                                                 | Neolitic                                                                                      | Încarcă foto \| video | Raportează eroare |
| PH-I-s-B-16162 (RAN: 132538.01)       | Așezare | sat Ceptura de Sus; comuna Ceptura    | „Vârful Râpei” 45.04139°N 26.31361°E                                                             | Neolitic timpuriu, Cultura Starčevo - Criș                                                    | Încarcă foto \| video | Raportează eroare |
| PH-I-s-B-16164                        | Situl arheologic de la Ceptura de Sus, punct „Locul lui Dăncescu”                                          | sat Ceptura de Sus; comuna Ceptura    | „Locul lui Dăncescu”                                                                             |                                                                                               | Încarcă foto \| video | Raportează eroare |
| PH-I-m-B-16164.01                     | Necropolă                                                                                                  | sat Ceptura de Sus; comuna Ceptura    | „Locul lui Dăncescu”                                                                             | sec. XVI                                                                                      | Încarcă foto \| video | Raportează eroare |
| PH-I-m-B-16164.02                     | Necropolă                                                                                                  | sat Ceptura de Sus; comuna Ceptura    | „Locul lui Dăncescu”                                                                             | sec. V-VII p. Chr.                                                                            | Încarcă foto \| video | Raportează eroare |
| PH-I-m-B-16164.03                     | Așezare | sat Ceptura de Sus; comuna Ceptura    | „Locul lui Dăncescu”                                                                             | Latène                                                                                        | Încarcă foto \| video | Raportează eroare |
| PH-I-s-B-16165 (RAN: 133811.01)       | Așezare fortificată                                                                                        | sat Cernești; comuna Izvoarele        | „La Cetățuie” 45.26167°N 26.04556°E                                                              | Epoca bronzului, Cultura Monteoru                                                             | Încarcă foto \| video | Raportează eroare |
| PH-I-s-B-16166 (RAN: 132654.01)       | Așezare | sat Chiojdeanca; comuna Chiojdeanca   | În centrul satului, lângă biserica veche 45.15793°N 26.27091°E                                   | Hallstatt                                                                                     | Încarcă foto \| video | Raportează eroare |
| PH-I-s-B-16167 (RAN: 132654.02)       | Așezare | sat Chiojdeanca; comuna Chiojdeanca   | „Magazia lui Nicu Savu” 45.1506°N 26.26576°E                                                     | Epoca medievală                                                                               | Încarcă foto \| video | Raportează eroare |
| PH-I-s-B-16168 (RAN: 130810.01)       | Situl arheologic de la Chițorani                                                                           | sat Chițorani; comuna Bucov           | „Ferma 11”                                                                                       |                                                                                               | Încarcă foto \| video | Raportează eroare |
| PH-I-m-B-16168.01 (RAN: 130810.01.03) | Așezare | sat Chițorani; comuna Bucov           | „Ferma 11” 44.98056°N 26.10639°E                                                                 | sec. V-VII p. Chr.                                                                            | Încarcă foto \| video | Raportează eroare |
| PH-I-m-B-16168.02 (RAN: 130810.01.02) | Așezare | sat Chițorani; comuna Bucov           | „Ferma 11” 44.98056°N 26.10639°E                                                                 | Latène                                                                                        | Încarcă foto \| video | Raportează eroare |
| PH-I-m-B-16168.03 (RAN: 130810.01.01) | Așezare | sat Chițorani; comuna Bucov           | „Ferma 11” 44.98056°N 26.10639°E                                                                 | Epoca bronzului                                                                               | Încarcă foto \| video | Raportează eroare |
| PH-I-s-B-16169 (RAN: 132707.01)       | Situl arheologic de la Cioranii de Sus                                                                     | sat Cioranii de Sus; comuna Ciorani   | „Movila Dărâmată”, în curtea societății agricole „20 Mai”                                        |                                                                                               | Încarcă foto \| video | Raportează eroare |
| PH-I-m-B-16169.01 (RAN: 132707.01.06) | Așezare | sat Cioranii de Sus; comuna Ciorani   | „Movila Dărâmată”, în curtea societății agricole „20 Mai” 44.8475°N 26.39°E                      | sec. VIII - X                                                                                 | Încarcă foto \| video | Raportează eroare |
| PH-I-m-B-16169.02 (RAN: 132707.01.05) | Așezare | sat Cioranii de Sus; comuna Ciorani   | „Movila Dărâmată”, în curtea societății agricole „20 Mai” 44.8475°N 26.39°E                      | sec. V-VII p. Chr.                                                                            | Încarcă foto \| video | Raportează eroare |
| PH-I-m-B-16169.03 (RAN: 132707.01.04) | Așezare | sat Cioranii de Sus; comuna Ciorani   | „Movila Dărâmată”, în curtea societății agricole „20 Mai” 44.8475°N 26.39°E                      | sec. III - IV p. Chr.                                                                         | Încarcă foto \| video | Raportează eroare |
| PH-I-m-B-16169.04 (RAN: 132707.01.03) | Așezare | sat Cioranii de Sus; comuna Ciorani   | „Movila Dărâmată”, în curtea societății agricole „20 Mai” 44.8475°N 26.39°E                      | Epoca bronzului                                                                               | Încarcă foto \| video | Raportează eroare |
| PH-I-m-B-16169.05 (RAN: 132707.01.02) | Așezare | sat Cioranii de Sus; comuna Ciorani   | „Movila Dărâmată”, în curtea societății agricole „20 Mai” 44.8475°N 26.39°E                      | Eneolitic, Cultura Gumelnița                                                                  | Încarcă foto \| video | Raportează eroare |
| PH-I-m-B-16169.06 (RAN: 132707.01.01) | Așezare | sat Cioranii de Sus; comuna Ciorani   | „Movila Dărâmată”, în curtea societății agricole „20 Mai” 44.8475°N 26.39°E                      | Neolitic, Cultura Boian                                                                       | Încarcă foto \| video | Raportează eroare |
| PH-I-s-B-16170 (RAN: 132182.01)       | Situl arheologic de la Cireșanu                                                                            | sat Cireșanu; comuna Baba Ana         | „La Grajduri”, ferma zootehnică                                                                  |                                                                                               | Încarcă foto \| video | Raportează eroare |
| PH-I-m-B-16170.01 (RAN: 132182.01.02) | Necropolă                                                                                                  | sat Cireșanu; comuna Baba Ana         | „La Grajduri”, ferma zootehnică 44.97611°N 26.50222°E                                            | Epoca medievală                                                                               | Încarcă foto \| video | Raportează eroare |
| PH-I-m-B-16170.02 (RAN: 132182.01.01) | Așezare | sat Cireșanu; comuna Baba Ana         | „La Grajduri”, ferma zootehnică 44.97611°N 26.50222°E                                            | sec. IV - V p. Chr.                                                                           | Încarcă foto \| video | Raportează eroare |
| PH-I-s-B-16171 (RAN: 132182.02)       | Așezare | sat Cireșanu; comuna Baba Ana         | „Eforie” 44.98°N 26.50389°E                                                                      | sec. IV - V p. Chr.                                                                           | Încarcă foto \| video | Raportează eroare |
| PH-I-s-B-16172 (RAN: 134238.01)       | Cetate | sat Coada Izvorului; comuna Mănești   | „La Grădiște”                                                                                    | Latène                                                                                        | Încarcă foto \| video | Raportează eroare |
| PH-II-m-A-16387 (RAN: 133367.01)      | Biserica „Adormirea Maicii Domnului”                                                                       | sat Călinești; comuna Florești        | 15 45.00353°N 25.78488°E                                                                         | 1646, ref. 1850, 1897 - 1898                                                                  |                       | Raportează eroare |
| PH-II-m-A-16388 (RAN: 132495.01)      | Ruinele bisericii vechi din lemn (altarul și tâmpla)                                                       | sat Cărbunești; comuna Cărbunești     | 172, în cimitir                                                                                  | sec. XVIII                                                                                    | Încarcă foto \| video | Raportează eroare |
| PH-II-a-A-16389                       | Ansamblul curții boierești Mavros - Cantacuzino, azi Centru de recuperare și reabilitare neuro-psihiatrică | sat Cătina; comuna Florești           | 153 45.05048°N 25.77993°E                                                                        | 1840 - 1842                                                                                   | Încarcă foto \| video | Raportează eroare |
| PH-II-m-A-16389.01                    | Conacul Mavros-Cantacuzino                                                                                 | sat Cătina; comuna Florești           | 153                                                                                              | 1840 - 1842                                                                                   | Încarcă foto \| video | Raportează eroare |
| PH-II-m-A-16389.02                    | Capelă romano-catolică                                                                                     | sat Cătina; comuna Florești           | 153                                                                                              | 1840 - 1842                                                                                   | Încarcă foto \| video | Raportează eroare |
| PH-II-m-A-16389.03                    | Turn de apă                                                                                                | sat Cătina; comuna Florești           | 153                                                                                              | 1840 - 1842                                                                                   | Încarcă foto \| video | Raportează eroare |
| PH-II-m-A-16389.04                    | Parc | sat Cătina; comuna Florești           | 153                                                                                              | 1840 - 1842                                                                                   | Încarcă foto \| video | Raportează eroare |
| PH-II-m-B-16556                       | Casa Victor Boștina                                                                                        | sat Cătunu; comuna Drajna             |                                                                                                  | înc. sec XX                                                                                   | Încarcă foto \| video | Raportează eroare |
| PH-II-m-B-16391                       | Beciul casei                                                                                               | municipiul Câmpina                    | Str. 1 Decembrie 1918 15, suprapus de blocuri                                                    | 1861                                                                                          | Încarcă foto \| video | Raportează eroare |
| PH-II-m-B-16390 (RAN: 131265.02)      | Beciul casei                                                                                               | municipiul Câmpina                    | Bd. Carol I 71A, suprapus de blocuri 45.12951°N 25.73335°E                                       | sf. sec. XVIII                                                                                | Încarcă foto \| video | Raportează eroare |
| PH-II-m-B-16392                       | Casa Basic, azi locuință                                                                                   | municipiul Câmpina                    | Bd. Carol I 99 45.13387°N 25.73279°E                                                             | 1945                                                                                          |                       | Raportează eroare |
| PH-II-m-A-16393                       | Casa-muzeu „Nicolae Grigorescu”                                                                            | municipiul Câmpina                    | Bd. Carol I 108 45.13438°N 25.73276°E                                                            | 1890 (1904), arsă 1918, refăcută din temelii 1957                                             |                       | Raportează eroare |
| PH-II-m-A-16394 (RAN: 131265.03)      | Biserica „Adormirea Maicii Domnului”-de la Han                                                             | municipiul Câmpina                    | Bd. Carol I 133A 45.13071°N 25.73364°E                                                           | 1828, (1833)                                                                                  |                       | Raportează eroare |
| PH-II-m-A-16395                       | Castelul Iulia Hasdeu, azi Muzeul Memorial „B.P. Hasdeu”                                                   | municipiul Câmpina                    | Bd. Carol I 199 45.13541°N 25.7274°E                                                             | 1893-1896 Toma Dobrescu (arhitect), Ignat Silber (decorator), Nicolae Angelescu (constructor) | Alte imagini          | Raportează eroare |
| PH-II-m-A-16396                       | Vila Ștefănescu - „Casa cu grifoni”, azi Primăria                                                          | municipiul Câmpina                    | Bd. Culturii 18 45.12467°N 25.73066°E                                                            | 1928                                                                                          |                       | Raportează eroare |
| PH-II-m-B-16400 (RAN: 131265.01)      | Școala Domnească, azi anexă a Colegiului Național „Nicolae Grigorescu”                                     | municipiul Câmpina                    | Calea Doftanei 4 45.12583°N 22.73556°E                                                           | sf. sec. XVIII                                                                                | Alte imagini          | Raportează eroare |
| PH-II-m-B-16397                       | Vila Steensballe Otto, ulterior sediul Primăriei, azi locuință                                             | municipiul Câmpina                    | Str. Mărășești 18 45.12878°N 25.72961°E                                                          | prima jum.sec. XX                                                                             |                       | Raportează eroare |
| PH-II-m-B-16398 (RAN: 131265.06)      | Biserica „Sf. Nicolae” a fostului schit Slobozia                                                           | municipiul Câmpina                    | Aleea Nucilor 9 45.11011°N 25.7519°E                                                             | 1714, ref. 1858                                                                               |                       | Raportează eroare |
| PH-II-m-A-16399                       | Stăreția schitului „Slobozia”, azi casa parohială a bis. „Sf. Nicolae”                                     | municipiul Câmpina                    | Aleea Nucilor 9 45.11019°N 25.75181°E                                                            | 1840                                                                                          |                       | Raportează eroare |
| PH-II-m-A-21179                       | Capela Dumitru V. Hernia                                                                                   | municipiul Câmpina                    | Str. Parcului nr. 2 45.11672°N 25.7358°E                                                         | 1886                                                                                          |                       | Raportează eroare |
| PH-II-m-B-16401                       | Casa Lina Bărbuceanu                                                                                       | sat Ceptura de Jos; comuna Ceptura    | 237                                                                                              | înc. sec. XIX                                                                                 | Încarcă foto \| video | Raportează eroare |
| PH-II-a-B-16403                       | Ansamblul rural                                                                                            | sat Cerașu; comuna Cerașu             | Delimitare cf. P.U. G. avizat                                                                    | sf. sec. XIX                                                                                  | Încarcă foto \| video | Raportează eroare |
| PH-II-m-B-16404                       | Casa Ion Staicu                                                                                            | sat Cerașu; comuna Cerașu             | 111                                                                                              | sf. sec. XIX                                                                                  | Încarcă foto \| video | Raportează eroare |
| PH-II-m-B-16405                       | Casa Maria A. Popescu                                                                                      | sat Cerașu; comuna Cerașu             | 134 A                                                                                            | sf. sec. XIX                                                                                  | Încarcă foto \| video | Raportează eroare |
| PH-II-m-B-16406                       | Casa Vasilica Ciuciulă                                                                                     | sat Cerașu; comuna Cerașu             | 147 C                                                                                            | sf. sec. XIX                                                                                  | Încarcă foto \| video | Raportează eroare |
| PH-II-m-B-16407                       | Casa Alexe Gh. David                                                                                       | sat Cerașu; comuna Cerașu             | 230                                                                                              | 1906                                                                                          | Încarcă foto \| video | Raportează eroare |
| PH-II-m-B-16408                       | Casa Elena Gh. Macovei                                                                                     | sat Cerașu; comuna Cerașu             | 258                                                                                              | sf. sec. XIX                                                                                  | Încarcă foto \| video | Raportează eroare |
| PH-II-m-B-16409                       | Casa Elena Oncioiu                                                                                         | sat Cerașu; comuna Cerașu             | 260                                                                                              | sf. sec. XIX                                                                                  | Încarcă foto \| video | Raportează eroare |
| PH-II-m-B-16410                       | Casa Maria Manolache                                                                                       | sat Cerașu; comuna Cerașu             | 263                                                                                              | sf. sec. XIX                                                                                  | Încarcă foto \| video | Raportează eroare |
| PH-II-m-B-16411                       | Casa cu prăvălie Mihai I. Dobrogeanu                                                                       | sat Cerașu; comuna Cerașu             | 306 A                                                                                            | 1926                                                                                          | Încarcă foto \| video | Raportează eroare |
| PH-II-a-A-16412 (RAN: 134112.01)      | Mănăstirea Cheia                                                                                           | sat Cheia; comuna Măneciu             | 118 45.45675°N 25.94335°E                                                                        | 1782 Gheorghe Tattarescu (pictor)                                                             | Alte imagini          | Raportează eroare |
| PH-II-m-A-16412.01                    | Biserica „Sf. Treime”                                                                                      | sat Cheia; comuna Măneciu             | 118 45.4552°N 25.9423°E                                                                          | 1835 - 1839                                                                                   |                       | Raportează eroare |
| PH-II-m-A-16412.02                    | Paraclisul „Adormirea Maicii Domnului”                                                                     | sat Cheia; comuna Măneciu             | 118                                                                                              | mijl. sec. XIX                                                                                |                       | Raportează eroare |
| PH-II-m-A-16412.03                    | Stăreție                                                                                                   | sat Cheia; comuna Măneciu             | 118 45.4555°N 25.9423°E                                                                          | 1882                                                                                          |                       | Raportează eroare |
| PH-II-m-A-16412.04                    | Trapeză | sat Cheia; comuna Măneciu             | 118                                                                                              | mijl. sec. XIX                                                                                |                       | Raportează eroare |
| PH-II-m-A-16412.05                    | Chilii | sat Cheia; comuna Măneciu             | 118, pe laturile de sud, est și nord ale incintei 45.4568°N 25.9434°E                            | 1882                                                                                          |                       | Raportează eroare |
| PH-II-m-A-16412.06                    | Turn clopotniță                                                                                            | sat Cheia; comuna Măneciu             | 118 45.45544°N 25.94266°E                                                                        | mijl. sec. XIX                                                                                |                       | Raportează eroare |
| PH-II-m-A-16413 (RAN: 132654.03)      | Biserica de lemn „Cuvioasa Paraschiva” - Văgăunești                                                        | sat Chiojdeanca; comuna Chiojdeanca   | f.n.                                                                                             | 1792, ref. 1847                                                                               | Încarcă foto \| video | Raportează eroare |
| PH-II-a-A-16414                       | Ansamblul bisericii „Sf. Stelian”                                                                          | sat Chițorani; comuna Bucov           | f.n. 44.974°N 26.1179°E                                                                          | 1797                                                                                          | Alte imagini          | Raportează eroare |
| PH-II-m-A-16414.01                    | Biserica „Sf. Stelian”                                                                                     | sat Chițorani; comuna Bucov           | f.n. 44.974°N 26.1179°E                                                                          | 1797                                                                                          |                       | Raportează eroare |
| PH-II-m-B-16414.02                    | Turn clopotniță                                                                                            | sat Chițorani; comuna Bucov           | f.n. 44.974°N 26.1179°E                                                                          | 1797, ref. sec. XIX                                                                           |                       | Raportează eroare |
| PH-II-m-B-16415                       | Casa Zenobia Pătârnac                                                                                      | sat Colceag; comuna Colceag           | 202                                                                                              | înc. sec. XX                                                                                  | Încarcă foto \| video | Raportează eroare |
| PH-II-m-B-16416                       | Casa Radu Oprea                                                                                            | sat Colceag; comuna Colceag           | 271                                                                                              | înc. sec. XX                                                                                  | Încarcă foto \| video | Raportează eroare |
| PH-II-a-B-16417                       | Ansamblul urban                                                                                            | oraș Comarnic                         | Delimitare cf. P.U.G. avizat, Str. Republicii, Podul Vârtos, Str. Secăriei, Intrarea Gârliciului | mijl. sec. XIX - înc. sec. XX                                                                 | Încarcă foto \| video | Raportează eroare |
| PH-II-m-B-16418                       | Casa Emilian Piciorea                                                                                      | oraș Comarnic                         | 7, Cartier Ghioșești 45.24106°N 25.629°E                                                         | 1900                                                                                          | Încarcă foto \| video | Raportează eroare |
| PH-II-m-B-16419                       | Casa Elena Buliga                                                                                          | oraș Comarnic                         | 22, Cartier Ghioșești 45.24259°N 25.6238°E                                                       | 1910                                                                                          | Încarcă foto \| video | Raportează eroare |
| PH-II-m-B-16420                       | Casa George Valentin Bibescu                                                                               | oraș Comarnic                         | Str. Gârlici 4 45.24377°N 25.63473°E                                                             | 1890                                                                                          | Încarcă foto \| video | Raportează eroare |
| PH-II-m-B-16421                       | Casa Mihai Dumitrescu                                                                                      | oraș Comarnic                         | Str. Podul Vârtos 101                                                                            | 1910                                                                                          | Încarcă foto \| video | Raportează eroare |
| PH-II-m-B-16436                       | Casa Ion Drăgănescu                                                                                        | oraș Comarnic                         | Bd. Republicii 138 45.24688°N 25.63105°E                                                         | 1900                                                                                          | Încarcă foto \| video | Raportează eroare |
| PH-II-m-B-16422                       | Casa cu parter comercial Anica Bunghez                                                                     | oraș Comarnic                         | Str. Republicii 28 45.23834°N 25.63611°E                                                         | 1900                                                                                          | Încarcă foto \| video | Raportează eroare |
| PH-II-m-B-16423                       | Casa Aurel Năstase                                                                                         | oraș Comarnic                         | Str. Republicii 34 45.23953°N 25.63616°E                                                         | sf. sec. XIX                                                                                  | Încarcă foto \| video | Raportează eroare |
| PH-II-m-B-16424                       | Casa Paraschiva Crețu                                                                                      | oraș Comarnic                         | Str. Republicii 38 45.23946°N 25.63586°E                                                         | 1924                                                                                          | Încarcă foto \| video | Raportează eroare |
| PH-II-m-B-16425                       | Casa cu parter comercial Ticu                                                                              | oraș Comarnic                         | Str. Republicii 42-44 45.23983°N 25.63567°E                                                      | 1890                                                                                          | Alte imagini          | Raportează eroare |
| PH-II-m-B-16426                       | Casa cu parter comercial Bădiceanu                                                                         | oraș Comarnic                         | Str. Republicii 50 45.24054°N 25.63529°E                                                         | sf. sec. XIX                                                                                  | Alte imagini          | Raportează eroare |
| PH-II-m-B-16427                       | Casa cu parter comercial Ion Voiculescu                                                                    | oraș Comarnic                         | Str. Republicii 52 45.24051°N 25.6353°E                                                          | sf. sec. XIX                                                                                  | Alte imagini          | Raportează eroare |
| PH-II-m-B-16428                       | Casa cu parter comercial Marin Voiculescu                                                                  | oraș Comarnic                         | Str. Republicii 52                                                                               | 1920                                                                                          | Încarcă foto \| video | Raportează eroare |
| PH-II-m-B-16429                       | Casa cu parter comercial Iancu Comșescu                                                                    | oraș Comarnic                         | Str. Republicii 64 45.24124°N 25.63496°E                                                         | 1890                                                                                          | Alte imagini          | Raportează eroare |
| PH-II-m-B-16430                       | Casa Elena Nicolae                                                                                         | oraș Comarnic                         | Str. Republicii 70                                                                               | sf. sec. XIX                                                                                  | Încarcă foto \| video | Raportează eroare |
| PH-II-m-B-16431                       | Casa Elena Dumitrescu                                                                                      | oraș Comarnic                         | Str. Republicii 72                                                                               | 1895                                                                                          | Încarcă foto \| video | Raportează eroare |
| PH-II-m-B-16432                       | Casa cu parter comercial Al. Negulescu                                                                     | oraș Comarnic                         | Str. Republicii 86 45.24243°N 25.63399°E                                                         | 1879                                                                                          | Alte imagini          | Raportează eroare |
| PH-II-m-B-16433                       | Casa cu parter comercial Marian Năsulea                                                                    | oraș Comarnic                         | Str. Republicii 96 45.24292°N 25.63351°E                                                         | 1900                                                                                          | Încarcă foto \| video | Raportează eroare |
| PH-II-m-B-16434                       | Conacul George Valentin Bibescu                                                                            | oraș Comarnic                         | Str. Republicii 110 45.24428°N 25.63256°E                                                        | 1878                                                                                          | Încarcă foto \| video | Raportează eroare |
| PH-II-m-B-16435                       | Casa Ion Arbore                                                                                            | oraș Comarnic                         | Str. Republicii 116                                                                              | 1899                                                                                          | Încarcă foto \| video | Raportează eroare |
| PH-II-m-B-16437                       | Casa Al. Machedon                                                                                          | oraș Comarnic                         | Str. Secăriei 1                                                                                  | sf. sec. XIX                                                                                  | Încarcă foto \| video | Raportează eroare |
| PH-II-m-B-16438                       | Casa dr. Constantin Crăsan                                                                                 | oraș Comarnic                         | Str. Secăriei 14                                                                                 | 1930                                                                                          | Încarcă foto \| video | Raportează eroare |
| PH-II-a-A-16439                       | Ansamblul bisericii „Sf. Nicolae”, „Sf. Eustație Plachida”                                                 | sat Corlătești; comuna Berceni        | 152A                                                                                             | 1792                                                                                          |                       | Raportează eroare |
| PH-II-m-A-16439.01                    | Biserica „Sf. Nicolae”, „Sf. Eustație Plachida”                                                            | sat Corlătești; comuna Berceni        | 152A 44.91429°N 26.0837°E                                                                        | 1792                                                                                          |                       | Raportează eroare |
| PH-II-m-A-16439.02                    | Turn clopotniță                                                                                            | sat Corlătești; comuna Berceni        | 152A                                                                                             | 1792                                                                                          |                       | Raportează eroare |
| PH-II-m-B-16440                       | Casa Ana Burlacu                                                                                           | sat Cornu de Jos; comuna Cornu        | Str. Malul Vadului 998                                                                           | 1900                                                                                          | Încarcă foto \| video | Raportează eroare |
| PH-II-m-B-16441                       | Casa Vasile Marinescu                                                                                      | sat Cornu de Jos; comuna Cornu        | Str. Provinceanu 419                                                                             | 1920                                                                                          | Încarcă foto \| video | Raportează eroare |
| PH-II-m-B-16443                       | Casa Paraschiva Istrate                                                                                    | sat Cornu de Sus; comuna Cornu        | Str. Independenței 150 45.16791°N 25.69445°E                                                     | 1919                                                                                          |                       | Raportează eroare |
| PH-II-m-A-16442                       | Biserica „Înălțarea Domnului” a fostului schit al lui Drăghici Spătarul                                    | sat Cornu de Sus; comuna Cornu        | Str. Mihai Viteazu 209 45.16894°N 25.69688°E                                                     | sec. XVIII, ref. 1811 - 1835                                                                  | Alte imagini          | Raportează eroare |
| PH-II-m-B-16444                       | Casa Nicolae Ghioca                                                                                        | sat Cosmina de Sus; comuna Cosminele  | 6                                                                                                | înc. sec. XX                                                                                  | Încarcă foto \| video | Raportează eroare |
| PH-II-m-B-16447                       | Casa Călin Olărescu                                                                                        | sat Cosmina de Sus; comuna Cosminele  | 46 -A                                                                                            | înc. sec. XX                                                                                  | Încarcă foto \| video | Raportează eroare |
| PH-II-m-B-16448                       | Casa Maria Ionescu                                                                                         | sat Cosmina de Sus; comuna Cosminele  | 61                                                                                               | 1930                                                                                          | Încarcă foto \| video | Raportează eroare |
| PH-II-m-B-16449                       | Casa cu prăvălie Zamfira Stănescu                                                                          | sat Cosmina de Sus; comuna Cosminele  | 81                                                                                               | 1932                                                                                          | Încarcă foto \| video | Raportează eroare |
| PH-II-m-B-16450                       | Casa Viorel Sultan                                                                                         | sat Cosmina de Sus; comuna Cosminele  | 110                                                                                              | 1931                                                                                          | Încarcă foto \| video | Raportează eroare |
| PH-II-m-B-16452                       | Casa cu demisol comercial Mihail Alexandrescu                                                              | sat Cosmina de Sus; comuna Cosminele  | 159                                                                                              | sf. sec. XIX                                                                                  | Încarcă foto \| video | Raportează eroare |
| PH-II-m-B-16451                       | Casa Anica Simache                                                                                         | sat Cosmina de Sus; comuna Cosminele  | 200                                                                                              | înc. sec. XX                                                                                  | Încarcă foto \| video | Raportează eroare |
| PH-II-m-B-16454                       | Casa Ecaterina Peneș                                                                                       | sat Cosmina de Sus; comuna Cosminele  | 203                                                                                              | înc. sec. XX                                                                                  | Încarcă foto \| video | Raportează eroare |
| PH-II-m-B-16455                       | Casa Maria Săndulescu                                                                                      | sat Cosmina de Sus; comuna Cosminele  | 205                                                                                              | înc. sec. XX                                                                                  | Încarcă foto \| video | Raportează eroare |
| PH-II-m-B-16446                       | Casa Ion Dima                                                                                              | sat Cosmina de Sus; comuna Cosminele  | 217                                                                                              | 1909                                                                                          | Încarcă foto \| video | Raportează eroare |
| PH-II-m-B-16456                       | Casa Niculina Manolache                                                                                    | sat Curcubeu; comuna Balta Doamnei    | 21                                                                                               | sf. sec. XIX                                                                                  | Încarcă foto \| video | Raportează eroare |
| PH-III-m-B-16872                      | Monumentul Eroilor din primul război mondial                                                               | municipiul Câmpina                    | La intersecția Bd. Carol I cu Bd. Culturii 45.1296°N 25.7334°E                                   | 1929                                                                                          |                       | Raportează eroare |
| PH-III-m-B-16873                      | Bustul pictorului Nicolae Grigorescu                                                                       | municipiul Câmpina                    | Bd. Carol I 108, în curtea Muzeului Memorial „Nicolae Grigorescu”                                | 1957                                                                                          |                       | Raportează eroare |
| PH-III-m-A-16395.02                   | Bustul savantului B. P. Hasdeu                                                                             | municipiul Câmpina                    | Bd. Carol I 199, în curtea Muzeului Memorial „B. P. Hasdeu” 45.13566°N 25.72729°E                | 1937                                                                                          |                       | Raportează eroare |
| PH-IV-a-B-16888                       | Ansamblu de trei cruci de pomenire (de drum), din piatră                                                   | sat Călugăreni; comuna Călugăreni     | La intrarea în localitate                                                                        | 1692, 1742                                                                                    | Încarcă foto \| video | Raportează eroare |
| PH-IV-m-A-16389.05                    | Monumentul funerar al Mariei Șuțu-grup statuar „Fata pansând un rănit”                                     | sat Cătina; comuna Florești           | 153                                                                                              | 1878                                                                                          | Încarcă foto \| video | Raportează eroare |
| PH-IV-m-A-16889                       | Mormântul pictorului Nicolae Grigorescu                                                                    | municipiul Câmpina                    | Str. Bobâlna 47, în cimitirul orașului 45.13494°N 25.73943°E                                     | 1907                                                                                          |                       | Raportează eroare |
| PH-IV-m-A-16394.02                    | Piatră funerară                                                                                            | municipiul Câmpina                    | Bd. Carol I 133A, în incinta bisericii „Adormirea Maicii Domnului”-de la Han                     | 1600                                                                                          | Încarcă foto \| video | Raportează eroare |
| PH-IV-a-B-16890                       | Ansamblu de două cruci de pomenire                                                                         | sat Ceptura de Jos; comuna Ceptura    | În incinta bisericii „Sf. Ioan Evanghelistul”                                                    | 1692, 1836                                                                                    | Încarcă foto \| video | Raportează eroare |
| PH-IV-m-B-16891                       | Cruce de pomenire                                                                                          | sat Ceptura de Jos; comuna Ceptura    | Punct „Fendu”                                                                                    | 1834                                                                                          | Încarcă foto \| video | Raportează eroare |
| PH-IV-m-B-16892                       | Cruce de pomenire                                                                                          | sat Chiojdeanca; comuna Chiojdeanca   | La 100 m nord de biserica „Cuvioasa Paraschiva”, pe culmea dealului                              | 1719                                                                                          | Încarcă foto \| video | Raportează eroare |
| PH-IV-m-B-16893                       | Cruce de pomenire                                                                                          | sat Chiojdeanca; comuna Chiojdeanca   | În incinta bisericii de lemn „Sf. Paraschiva”                                                    | sec. XIX                                                                                      | Încarcă foto \| video | Raportează eroare |
| PH-IV-m-B-16894                       | Cruce de pomenire (de drum)                                                                                | sat Chițorani; comuna Bucov           | Pe valea Orlei, în dreptul casei Grațiela Țintea                                                 | 1709                                                                                          |                       | Raportează eroare |
| PH-IV-m-B-16895                       | Cruce de mormânt                                                                                           | sat Chițorani; comuna Bucov           | În cimitirul vechi al bisericii „Sf. Stelian”                                                    | 1843                                                                                          |                       | Raportează eroare |
| PH-IV-m-B-16896                       | Cruce de pomenire                                                                                          | sat Cioceni; comuna Albești Paleologu | La limita de vest a satului, spre Trestieni                                                      | 1832                                                                                          | Încarcă foto \| video | Raportează eroare |